# Mertensia arizonica
Mertensia arizonica är en strävbladig växtart som beskrevs av Edward Lee Greene. Mertensia arizonica ingår i släktet fjärvor, och familjen strävbladiga växter. Inga underarter finns listade i Catalogue of Life.

## Bildgalleri

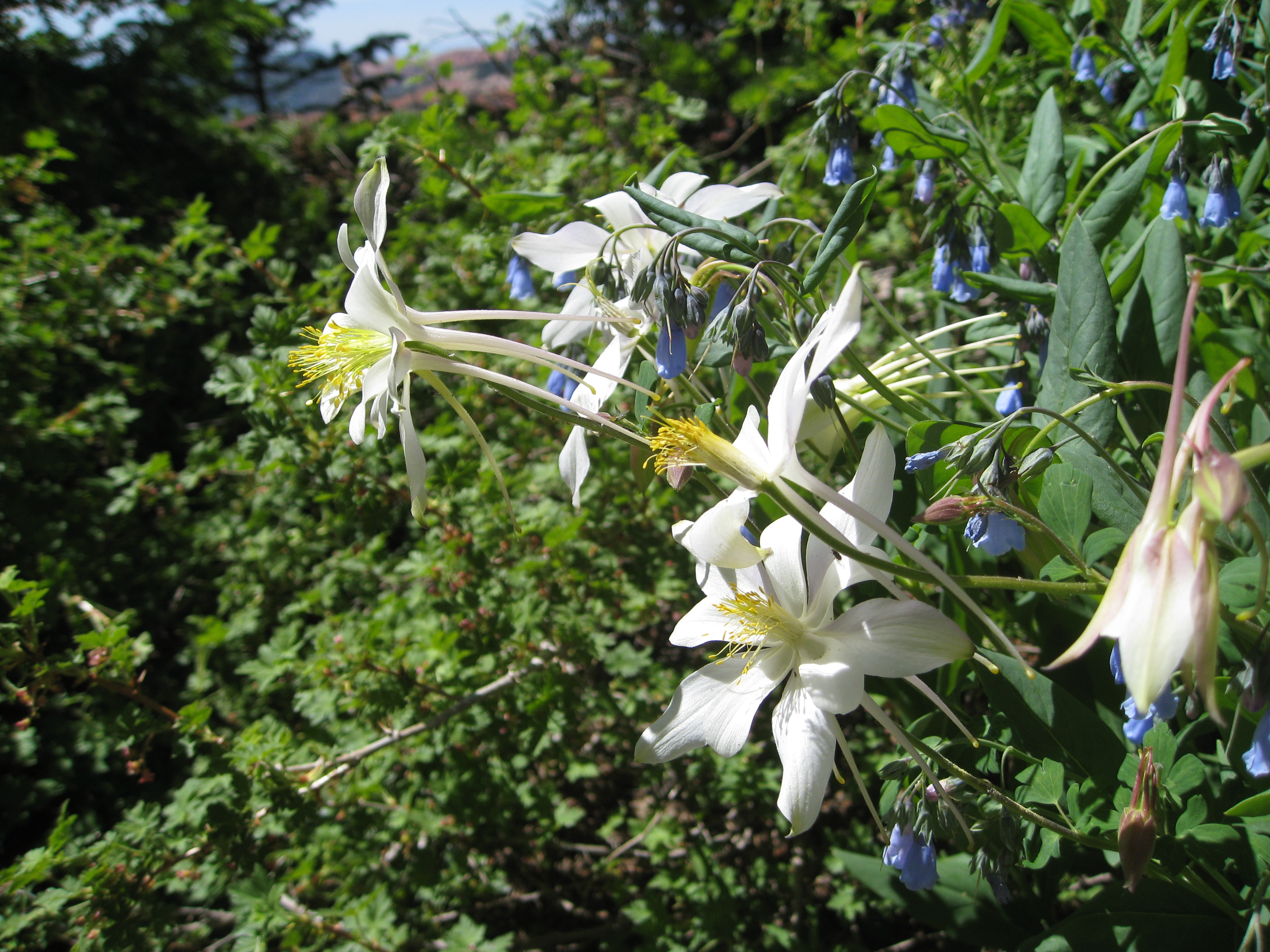
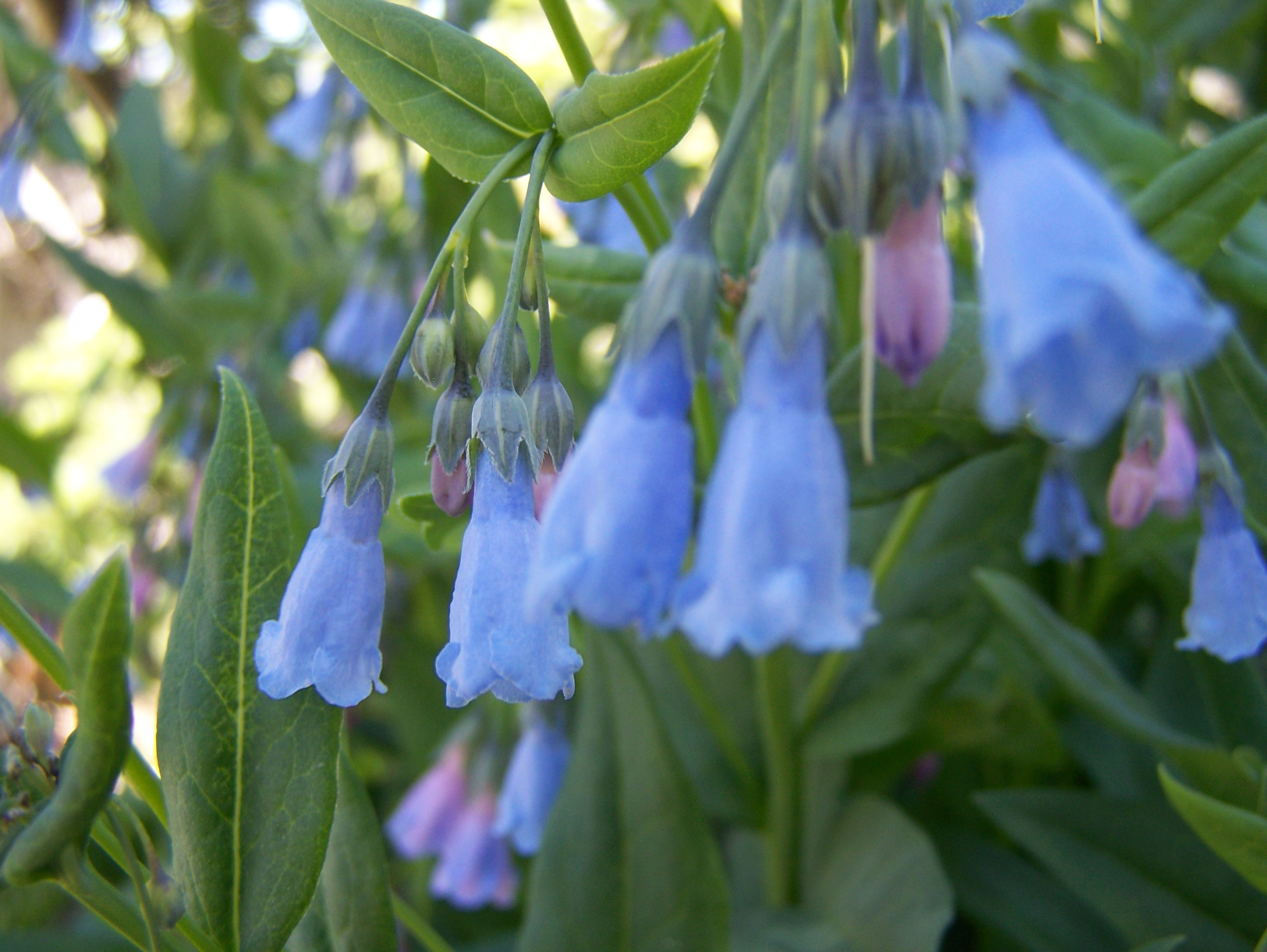